# Wojewódzki Urząd Bezpieczeństwa Publicznego w Łodzi
Wojewódzki Urząd Bezpieczeństwa Publicznego w Łodzi (WUBP Łódź) – jednostka terenowa Ministerstwa Bezpieczeństwa Publicznego, funkcjonująca na terenie województwa łódzkiego w latach 1945-1954.
Siedziba WUBP mieściła się w Łodzi przy alei Karola Anstadta.  W latach 1945–1956 WUBP w Łodzi podlegały PUBP/PUds.BP: w Łodzi, Brzezinach, Końskich, Kutnie, Łasku, Łęczycy, Łowiczu, Opocznie, Piotrkowie Trybunalskim, Radomsku, Rawie Mazowieckiej, Sieradzu, Skierniewicach i Wieluniu.
W 1953 roku, na terenie całego kraju, funkcjonowało: 17 WUBP, 2 MUBP na prawach
wojewódzkich (w Warszawie i Łodzi), 14 MUBP, 10 UBP na miasto i powiat (Toruń, Będzin, Bielsko, Bytom, Częstochowa, Gliwice, Radom, Tarnów, Jelenia Góra, Wałbrzych), 265 PUBP, 1 UBP na Nową Hutę i placówki UBP na m.st. Warszawę: UBP Wawer i UBP Włochy.

## Kierownictwo (szefostwo) WUPB w Łodzi
Kierownicy (szefowie):
- Mieczysław Moczar (1945-1948)[6]
- Zdzisław Mróz (1948-1950)[7]
- Teodor Duda (1950-1951)[8]
- Czesław Borecki (1951-1954)[9]
- Teodor Mikuś (szef WUPB/WUdsBP 1954-1956)[10]

## Jednostki podległe
- MUBP w Łodzi[11]
  - Kierownik (szef):

- PUBP w Łodzi
  - Kierownik (szef):

- PUBP w Brzezinach.
  - Kierownik (szef):  por. Michał Rogozin[12]

- PUBP w Końskich
  - Kierownik (szef):

- PUBP w Kutnie[13]
  - Kierownik (szef):

- PUBP w Łasku[14]
  - Kierownik (szef):

- PUBP w Łęczycy[15]
  - Kierownik (szef):

- PUBP w Łowiczu
  - Kierownik (szef): por. Stanisław Żakiewicz[16]

- PUBP w Opocznie
  - Kierownik (szef):

- PUBP w Piotrkowie Trybunalskim[17]
  - Kierownik (szef):

- PUBP w Radomsku[18]
  - Kierownik (szef):

- PUBP w Rawie Mazowieckiej
  - Kierownik (szef):

- PUBP w Sieradzu[19]
  - Kierownik (szef):

- PUBP w Skierniewicach
  - Kierownik (szef):

- PUBP w Wieluniu
  - Kierownik (szef):